# 박격포

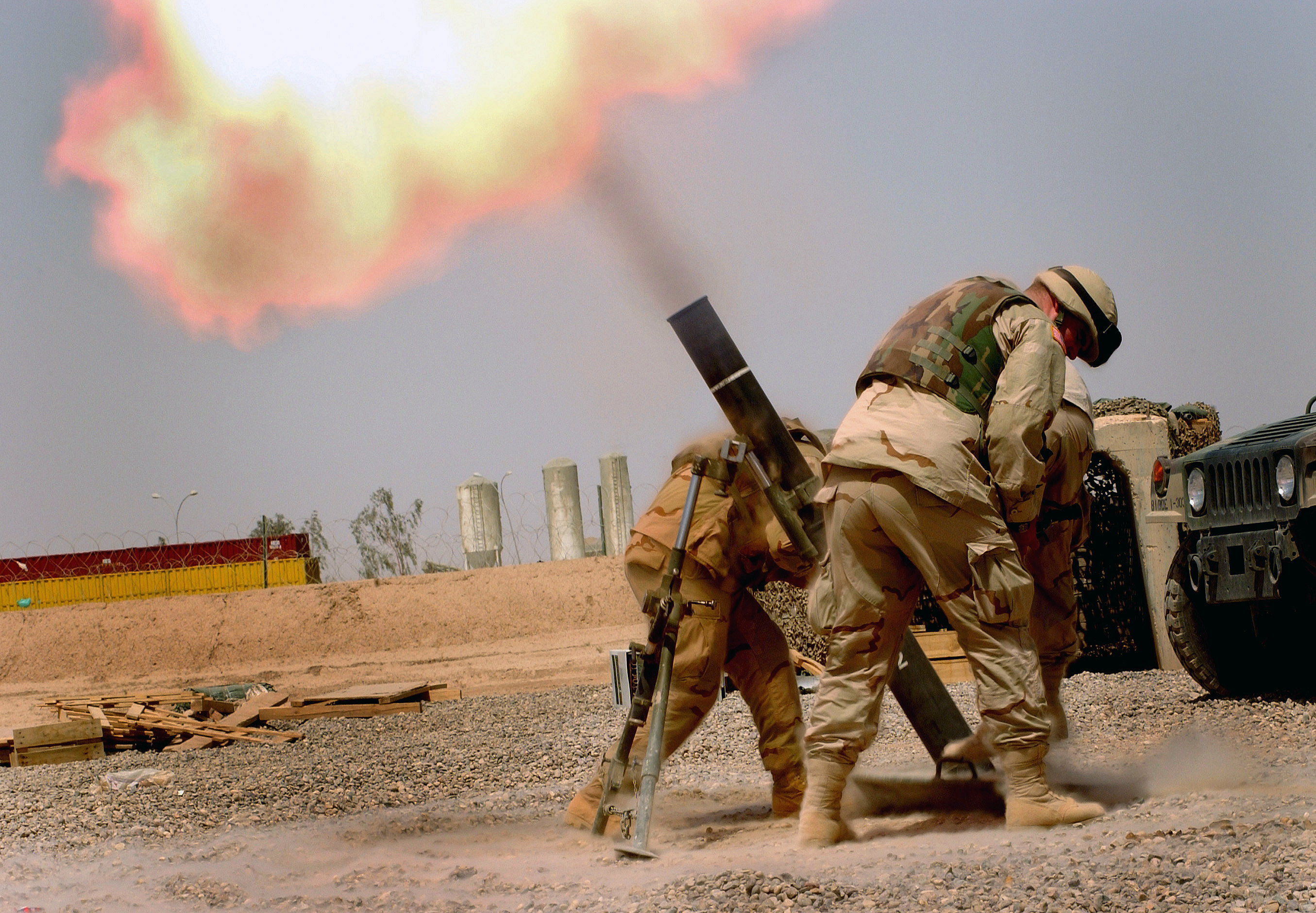
2004년 이라크 전쟁에서 120mm M120 박격포를 발사중인 미군의 모습.

박격포(迫擊砲, 영어: mortar 모르타르[*], 독일어: Mörser 뫼르저[*](현대 용어, 2차대전기 용어는 독일어: Granatwerfer 그라나트베르퍼[*]))는 보병이 휴대하고 다닐 수 있는 곡사화기이다. 또한 박격포는 포탄을 포구로부터 장전하며, 구조가 간단하고 초탄 발사속도가 빠르다. 또 다른 총포탄에 비하여 포구속도가 느리나, 다루기 용이하고 제작비용과 유지 보수비용이 저렴하다는 장점이 있다. 또한 고지 후방이나 참호를 효과적으로 공격할 수 있으며, 살상효과도 야포보다 우수하다. 소부대 단위 보병들에게 화력을 제공할 수 있는 간편한 휴대 화력지원용 무기로서 공용화기라고 불린다. 일반적으로 구경에 따라서 60 mm 미만은 경(經)박격포, 60 ~ 100 mm의 경우는 중(中)박격포, 100 mm이상은 중(重)박격포로 분류된다. 최초의 근대적인 박격포는 프랑스 브랑드(Brandt)사가 만든 60 mm 구경 박격포이고, 현재의 박격포 원형은 구 독일군의 81 mm 박격포에서 완성되었다.
한국에서는 81mm와 4.2인치박격포를 K200 장갑차에 탑재한 K281과 K242자주박격포를 사용한다.

## 박격포의 기계적인 특성
박격포는 포신에 따로 강선이 없는 활강포로서, 장약의 폭발 압력으로 탄을 쏘아보낸다. 날개 안정식이기 때문에 옆으로 부는 바람에 취약하다. 또한, 지면과 높은 각도를 이루는 고각발사방식이기 때문에 지면으로 낙하할 때에는 지면에 거의 수직으로 낙하하여 파편을 낙하지점 주변으로 균일하에 퍼뜨리는 장점이 있다. 격발 방식은 포탄의 아랫부분에 있는 뇌관이 중력으로 인해 포신을 따라 낙하하며 공이와 충돌, 그 충격으로 뇌관이 폭발하고 이에 따라 장약이 점화된다.
반면 4.2인치(M30)박격포는 강선이 있어서 자세안정날개핀이 없다. 회전하는 포탄은 바람의 영향을 덜 받기 때문에 명중률이 더 높고 같은 구경이라도 위력도 더 강하다. 그리고 최근에 나온 120미리 프랑스제 신형박격포(MO-120RT)도 강선이 있다. 하지만 강선이 있는 박격포는 활강식에 비해 명중률이 높은 반면 근거리 시가전에서 60도 이상의 고각 사격이 불가능하므로 박격포 고유의 고각 곡사능력을 제대로 발휘하기 어렵다. 그러므로 산악전이나 고층 빌딩이 많은 시가전에서 성능을 제대로 발휘하지 못한다는 단점이 있다.
박격포는 로켓포와는 달리 유선형의 포탄 후미 날개안정핀 바로 앞부분에 사거리에 따라 추진장약을 조립해서 포구에 장전해서 발사하는 방식이라서 다른 야포와는 달리 탄피(장약통) 배출이 필요 없기 때문에 발사속도가 빠르다는 장점이 있다. 또한 로켓 추진 방식이 아니라 발사시에 추진장약이 모두 폭발(연소)하면서 발사된 다음은 다른 야포(곡사포)의 포탄처럼 뉴턴 동역학의 관성의 법칙과 중력의 법칙에 의해 포물선 탄도를 그리며 날아간다.
물론 사거리 연장을 위한 RAP(로켓보조추진작약부)이 장착된 120미리 박격포탄도 있지만, 추진작약에 의해 발사된 후에 최대정점에서 로켓보조추진부가 점화되는 방식이므로 로켓포와는 다르다고 할 수 있다.

## 박격포의 전술적인 가치
평균적으로 박격포는 곡사포보다 고각(高角) 사격에 유리하여, 중간에 있는 장애물을 피해 표적을 공격하기 쉽다. 산과 구름이 많거나, 고층 아파트가 밀집 분포한 도시 지역의 경우, 지리적 특성상 직사화기보다 곡사화기의 효용성이 높다. 특히 사람의 힘만으로 산 위로 이동시킬 수 있는 박격포는 더욱 중요성을 가질 수밖에 없다. 박격포는 휴대용 미사일 등 보병이 사용할 수 있는 여러 가지 공용화기가 개발되고 있음에도 불구하고 앞으로도 여전히 보병들과 호흡을 함께 할 것으로 전망된다. 미국은 60년대 한때 60mm급 박격포의 사용을 중지하고 81mm 박격포로 교체한 적이 있다. 하지만 베트남 전쟁을 치르면서 손쉽게 운반할 수 있는 경박격포의 필요성을 절감, 과거 외국에 원조했던 60mm급 박격포를 다시 회수한 바 있다는 점을 돌이켜 볼 때에 보병이 직접 운반 가능한 박격포는 미래 전장 환경에서도 필수적인 무기체계로 살아남을 것이다.

## 대한민국의 박격포

### 60mm 박격포
현재 한국군에서는 2차대전 당시 제작된 구형 60mm 박격포인 M-2, M-19(향토사단 및 해안 경비 부대 편제)와 대우정밀에서 면허생산한 신형 60mm 박격포인 KM-181(전방 사단 편제)를 혼용하고 있다. 한국군에서 최초로 운용한 박격포는 1938년 미국이 개발한 60mm 구경의 M2 박격포다. M2 박격포는 48년 포병학교가 창설되면서 교육용으로 획득한 후 49년 주한미군이 철수할 당시 인수받아 한국전쟁 개전 초기에 이미 487문을 보유하고 있었다. M2를 약간 개량한 구경 60mm M19 박격포도 존재하는데 기본적인 제원이나 특성은 거의 동일하다. 이 두 박격포는 70년대 중반까지 운용됐는데 그 계기는 70년대 초 번개사업에 의해 무기 국산화를 추진하면서 60mm 박격포의 국내 생산도 이뤄졌기 때문이다. 당시 개발된 박격포는 60mm 미제 M19 박격포를 모방한 KM19다.
이후 한국군은 80년부터 박격포를 국내 독자개발하기 시작, 85년에는 국방과학연구소가 신형 KM181 박격포를 개발해 현재 주력 박격포로 운용하고 있다. 이 박격포는 무게 19.5kg, 사거리 3500m에 달하며 기존 모든 종류의 60mm 박격포탄을 발사할 수 있다. 미군이 현재 활용하고 있는 60mm M224 박격포의 무게 21.1kg, 사거리 3,500m에 못지않은 성능을 갖고 있다.
60mm박격포의 경우 중대단위에 박격포반에 편제되어 있는데 포반장은 중사이며 포 단위를 1포, 2포... 이런식으로 최대 6포까지 편제 되어 보병중대의 각 소대를 지원한다. 하나의 박격포1문당 4명이 운용되며 기본적으로 포수, 부포수, 1번 탄약수, 2번 탄약수로 구성되며. 각 포반마다 1~2명의 계산병(FDC)가 편제되어있다.

### 81mm 박격포
보병이 차량의 도움 없이 운반할 수 있는 최대 구경의 화기로서 포구장전식, 고각사격식, 활강식의 특징을 갖는다.
한국군은 창군 직후부터, 미군에서 공여받은 M1 81mm 구경 박격포를 사용했다. 1949년 미군 철수 시 284문을 인수했으며, 한국전쟁 중 2010문이 보급됐으나 휴전 때에는 822문을 보유하게 됐다. M1 박격포는 무겁고(59.9kg) 재질이 조잡해 사용 중 고장이 잦았고 사거리 또한 3,000m로 짧은 단점이 있었다.
이후 한국군이 베트남전에 참전하면서 1966년부터 한국군 파병 부대에 신형 장비를 지원할 것을 결정하면서 당시 신형 모델인 M29A1이 보급되었다. M29A1은 무게를 줄이기 위해 포다리를 알루미늄 주조 합금으로 만들고, 포판 또한 알루미늄으로 만든 것이 특징이다. M29A1의 무게는 42.5kg(포신 13kg, 포다리(M23A1장치대)18kg, 포판(M3)11.5kg)으로 M1에 비해 30% 정도 중량을 줄인 반면 사거리는 1.5배 정도 늘어나 4,737m에 달한다. 이 급의 박격포도 1970년대 무기체계 국산화 추진에 따라 국내 생산이 이뤄져 국방과학연구소에 의해 개발된 국산화 모델 KM29A1이 1975년부터 야전에 배치되고, 이 시기에 구형인 M1은 현역부대에서 완전히 퇴역했다.
미국은 1980년대 중반이 되자 M29A1을 대신할 M252 81mm 박격포를 도입했다. 한국군도 이에 대응해 M252와 유사한 성능을 발휘할 수 있는 신형 KM187 박격포를 개발, 1996년부터 한국군에 장비되기 시작했다. 이 신형 박격포는 국방과학연구소가 순수한 국내 기술로 개발한 것으로 전체 중량을 구형 M29A1보다 약간 감소시키면서도 최대사거리를 4,737m에서 6300m로 약 1.4배 연장한 것이 특징이다. 또 지속 발사속도가 25% 증가되고 살상 위력도 약 1.36배 커지는 등 전체적으로 성능이 향상된 것이 특징이다. 그러나 일부에서는 실패작이라는 평가도 없지 않다.
81mm박격포의 경우 보병대대 예하의 화기중대에 소대 단위로 편제되어 대대의 각 중대를 지원한다. 다만 구경이 커진 데다가 대대 화기지원부대이므로 81mm박격포 소대는 장교신분인 소위가 소대장을 담당하게 된다. 한 화기중대에 3개의 박격포소대(그리고 직사화기소대(90mm무반동총, K4고속유탄기관총))가 있으며 각 소대는 4문의 박격포와 관측병, 계산병이 편재되어 있다. 한 분대는 한 문의 박격포를 운용하며 분대장, 포수, 부포수, 제1탄약수, 제2탄약수로 구성되어있다.

### 4.2인치 박격포
차량으로 운반하는 대형 연대급 화기로서 연대 직할 전투지원중대에 장비된다. 1950년 9월 미군 군사원조에 따라 M-2A1모델 436문이 야전포병에 보급됐다가 1964년부터 보병대대에서 운용됐다. 역시 베트남전 파병을 계기로 신형 M-30을 보유한 후 이를 국내에서 모방, 개발한 KM30이 야전에 배치됐다.
일반적으로 4.2인치 박격포의 경우 연대 예하의 전투지원중대에 소대 단위로 편제되어 보병연대의 각 대대를 지원한다.

### 차량 탑재형 박격포
81mm와 4.2인치 박격포는 1980년대 중반 군의 보전협동작전 시 근접화력지원을 강화할 필요성이 높아지면서 국산 K-200 장갑차를 기본 베이스로 개발된 K-281과 K-242 장갑차에 각각 탑재돼 기계화부대 작전에서 전차와 장갑차의 생존성을 높여 주는 중요한 무기체계로 운용됐다. 또 1994년부터는 스웨덴의 BV-206 궤도차량을 국내 면허생산한 K-532 전술차량에도 탑재되기 시작했다. 한편 최근에는 4.2인치 박격포가 노후화한 데다 신형 81mm 박격포보다 사거리가 짧은 단점을 극복하기 위해 최대사거리 연장과 함께 정밀유도탄약 운용 및 디지털 사격지휘체계를 갖춘 자주형 120mm 박격포가 군의 관심을 모으고 있다. 방위사업청은 지난해 3월 차륜형 자주포와 유사한 ‘120mm 자주박격포’를 독자개발하는 계획을 추진 중이라고 밝힌 바 있다.

## 다른 나라의 박격포 운용
경박격포의 경우 미국과 프랑스는 60mm급을, 영국은 주로 51mm급을 사용한다. 러시아는 한때 50mm급을 사용했으나 현재 60mm급 이하의 박격포는 거의 사용하지 않는다. 중국은 미제 60mm 박격포를 복제한 박격포를 사용 중이다. 북한에서는 러시아의 영향을 받아 일반 보병들은 60mm급 박격포를 별로 이용하지 않고 특수부대인 경보병부대에서만 60mm 박격포를 보유하고 있는 것으로 알려져 있다.
중박격포의 경우 대한민국을 비롯해 미국·영국·프랑스·일본·이스라엘 등 대부분의 국가가 중박격포로 구경 81mm급 박격포를 운용하고 있으며, 러시아 등 구공산권 국가들은 구경 82mm급 박격포를 주로 사용한다. 이는 과거 냉전 시기에 소비에트를 중심으로한 바르샤바 조약기구 회원국가에서 서방 세계의 박격포 포탄을 노획하여 사용하기 위해 1mm정도 대구경화된 박격포를 채용했다.